# 唐拉昂曲峰
唐拉昂曲峰，位于念青唐古拉山脉中段，处于西藏自治区拉萨市当雄县境内，海拔6330米。

## 简介
唐拉昂曲峰海拔6330米，位于念青唐古拉山脉中段。藏语“唐拉昂曲”意为“念青唐拉的经师”。西藏自治区曾在唐拉昂曲峰多次举办登山大会，唐拉昂曲峰适合业余登山爱好者初次登山。根据历史资料，中国人民大学探路者登山队是第一支登顶该峰的大学生登山队，于2005年登顶。